# Краснобаковський район
Краснобаковський район (рос. Краснобаковский район) — адміністративно-територіальна одиниця (район) та муніципальне утворення (муніципальний район) у північній частині Нижньогородської області Росії.
Адміністративний центр — робітниче селище Красні Баки.

## Історія
Район було утворено 1929 року.

## Населення
| 1939    | 1959    | 1970    | 1979    | 1989    | 2002    | 2008    |
| ------- | ------- | ------- | ------- | ------- | ------- | ------- |
| 34 732  | ↗40 809 | ↘30 843 | ↘28 095 | ↘27 151 | ↘26 047 | ↘24 013 |
| 2009    | 2010    | 2011    | 2012    | 2013    | 2014    | 2015    |
| ↘23 786 | ↘22 524 | ↘22 396 | ↘22 219 | ↘22 176 | ↘22 165 | ↘21 946 |
| 2016    | 2017    |         |         |         |         |         |
| ↘21 937 | ↘21 785 |         |         |         |         |         |